# Limbo (serie televisiva)
Limbo è una serie televisiva danese per ragazzi, prodotta e mandata in onda inizialmente nel 2012-2014 da DR1, ed in seguito da DR Ramasjang.
La prima stagione è stata trasmessa (dopo un'anteprima il 3 marzo 2012) fino al 2 marzo 2013; la seconda stagione nel 2013 e la terza nel 2014.
La serie Limbo è stata nominata nel 2013 per un Premio Robert e per un Emmy Award. 

## Trama
Quattro adolescenti si incontrano. Louise è spinta dalla madre, contro le sue reali inclinazioni, ad entrare nel mondo dello spettacolo e della pubblicità televisivi: come compensazione, la ragazzina ruba compulsivamente degli oggetti per arredare una casa abbandonata, un mondo che può sentire come finalmente tutto suo. Boye aiuta i genitori nel negozio di chincaglieria, preso di mira dalla cleptomane Louise; ciononostante è innamorato di lei, e le scrive una lettera anonima in cui le palesa i suoi sentimenti. Naya ha la passione della corsa, e si sottopone a duri allenamenti che le varranno la vittoria ad una importante competizione. Ask, che risente la lontananza del padre, separato dalla madre e sfuggente, è un graffitaro. Alla fine queste quattro persone, che apparentemente non hanno nulla a che fare l'una con l'altra, si incontrano e stringono un patto d'amicizia.
Inizia la comune vita scolastica dei quattro, con variabilissimi cambi di prospettiva, avvicinamenti e separazioni, fidanzamenti e rotture, gravitanti spesso intorno alla figura della compagna di classe Viktoria, intrigante e subdola. Dopo varie peripezie, durante la cresima celebrata dall'intera classe all'interno della scuola, Boye e Louise si riuniscono confermandosi il reciproco amore, a costo di lasciare andare totalmente alla deriva, senza una spiegazione, l'attuale fidanzata del ragazzo, Karla.

## Episodi
| Stagione         | Episodi | Prima TV Danimarca | Prima TV Italia |
| ---------------- | ------- | ------------------ | --------------- |
| Prima stagione   | 10      | 2012               |                 |
| Seconda stagione | 16      | 2012               |                 |
| Terza stagione   | 16      | 2014               |                 |